# Солнечный огонь
Солнечный огонь (англ. Sunfire, настоящее имя — Сиро Ёсида, ромадзи: Shirō Yoshida, яп. 吉田 四郎) — персонаж из комиксов, издаваемых Marvel Comics, был членом различных команд, таких как Люди Икс, Отряд Альфа, Мародёры, Всадники Апокалипсиса.

## История публикаций
Солнечный огонь был создан писателем Роем Томасом и художником Доном Геком и впервые появился в Uncanny X-Men #64 (январь 1970). В Giant-Size X-Men #1 (май 1975) ненадолго стал одним из новых членов Людей Икс. В 1998 году Marvel опубликовала серию озаглавленную Sunfire and Big Hero Six о кратком членстве Солнечного огня в новой команде супергероев, созданной правительством Японии.
Рой Томас вспоминал его первое появление в Людях Икс:

«Я хотел бы добавить молодого японца или японо-американца, мать которого была в Хиросиме или Нагасаки, как персонажа, подобного Людям Икс, чьи родители, как предполагалось в то время, были связаны с Манхэттенским проектом. Стэн (Стэн Ли, редактор и соавтор Людей Икс) не давал мне никаких веских оснований (для отклонения персонажа) — он просто не хотел, я думаю … я не предлагал его снова, но когда я вернулся к книге вместе с Нилом Адамсом, я создал Солнечного огня, который в значительной степени стал тем персонажем, которого я хотел сделать несколько лет назад. Я не стал сразу делать его членом Людей Икс. К тому времени Стэн дал мне немного больше свободы. По факту, он был включен в Giant Size X-Men № 1 вместе с Банши, именно потому, что я шёл вокруг создания нескольких "международных мутантов" с целью расширения команды на некоторое время. Я думал, что Люди Икс должны включать в себя не только белых американцев».Оригинальный текст (англ.)«I wanted to add a young Japanese or Japanese-American whose mother had been at Hiroshima or Nagasaki, as a corresponding character to the X-Men, whose parents were, at that time, assumed to have been at the Manhattan Project. Stan [Lee, X-Men editor/co-creator] didn't give me any good reason [for rejecting the character] - he just didn't want to, I think... I didn't bring it up again, but when I came back to the book, with Neal Adams, I created Sunfire, who is pretty much the character I had wanted to do some years earlier. I didn't make him an X-Man right away. By that time, Stan gave me a little more free reign [sic]. In fact, he was included in Giant Size X-Men #1, along with Banshee, precisely because I had gone around creating some 'international mutants,' with the goal of expanding the team at some time. I thought the X-Men shouldn't all be white Americans.»

## Биография
Сиро Ёсида родился у матери, которая страдала от радиационного отравления из-за взрыва атомной бомбы, сброшенной на Хиросиму. В результате он родился мутантом, обладающим силами солнечной радиации.
Мать Сиро умерла от радиационного отравления, когда он был молод, и Сиро возненавидел Америку, несмотря на влияние своего отца, посла в Организации Объединенных Наций, более терпимого к Соединённым Штатам. Его жадный дядя Томо вдохновил Сиро принять личность Солнечного огня и заниматься борьбой с США. Он напал на Капитолий в Вашингтоне и сражался с Людьми Икс. Позже он увидел, как Томо убил его отца. Обезумевший Солнечный огонь убил своего дядю и сдался властям..
Позже Солнечный огонь сражался с королём Атлантиды Нэмором-Подводником, но затем вместе с Нэмором он боролся против Повелителя Драконов. Кроме того, он боролся против Железного Человека, но был похищен Мандарином и использовался для питания одной из его машин. Когда он был освобожден, вместе с Железным Человеком он боролся с гигантским роботом Ультимо.
Несколько месяцев спустя Профессор Икс предложил Солнечному огню присоединиться к новой команде Людей Икс, чтобы спасти первоначальную команду от живого острова-мутанта Кракоа, и Сиро согласился на эту миссию. Однако, он ушел из команды, получив перед этим официальное членство. Это произошло главным образом из-за его высокомерия и иррационального характера, а также потому что он был предан служению Японии.
После ухода из Людей Икс Солнечный огонь продолжал периодически с ними сотрудничать, вместе с ними он боролся против злодея по имени Мозес Магнум, против инопланетных драконов, против жителей Пустоты, а также вместе с Кейблом, Росомахой и Новыми Мутантами противостоял Страйфу и его Фронту Свободных Мутантов. Он оказался среди героев, вызванных Гроссмейстером на первый Конкурс Чемпионов, в котором он сражался с Тёмной Звездой. Позже Солнечный огонь сражался с Корруптором и Смертельной Линией. Солнечный Огонь был загипнотизирован Доктор Демоникусом и под его воздействием вместе с Пеле, сражался с Соколиным глазом, Нэмором и Женщиной-Паук. Вместе с Гамбитом он боролся против Руки.
Вместе с Шельмой Солнечный огонь сражался с Леди Смертельный Удар. Для победы на злодейкой раненый Сиро дал Шельме поглотить все свои силы и, вероятно, умер от этого. После того, как Шельма победила Леди Смертельный Удар, она не смогла найти его тело. Во время событий Дня М, реальности, изменённой Алой Ведьмой, Сиро Ёсида был жив и являлся Императором Японии.
После Дня М Апокалипсис превратил Солнечного огня в своего нового Всадника Голода.
Оставаясь Голодом Солнечный огонь становится членом Мародёров. На него и Гамбита нападает Кейбл, который разрушает остров Провидение. Впоследствии Солнечный огонь нападает на убегающих Пушечного ядра и Человека-льда, но был побеждён Пушечным ядром и взят в плен. Пушечное ядро и Человек-лёд проводят допрос Солнечного огня чтобы получить информацию о том, на кого он работает, но Пушечное ядро решает, что Солнечный огонь никогда не признается. Человек-лёд нейтрализует силы Солнечного огня на субатомном уровне с использованием своих способностей, в то время как Пушечное ядро сражается с ним.
Позже Солнечный огонь был показан в плену на Чёрном дрозде где был спасён другими Мародёрами. После этого он присоединяется к Гамбиту, Призме, Блокбастеру, Злобе, Леди Смертельный Удар и Охотнику за скальпами, когда те едут на Аляску, чтобы найти ребенка-мессию, но вместо этого они встречают Очистителей, с которыми вынуждены сражаться. Затем он участвует в сражении Мародёров и Служителей против Людей Икс.
В следующий раз Солнечный огонь был показан, когда он вместе с Гамбитом, Вертиго и Злобой в Eagle Plaza, штате Техас, нападают на Бишопа, пытающегося убить Мессию, первого мутанта, родившегося после Дня М. Он участвует в сражении при острове Мьюр над судьбой ребёнка-мутанта. После того, как профессор Ксавьер был ранен Бишопом, битва оканчивается и все её участники расходятся своими путями, в том числе и оставшиеся в живых члены Мародёров.
Годы спустя, Росомаха находит пьяного и растрёпанного Сиро в переулке Токио. Логан предлагает ему место в новом Объединённом отряде Мстителей, заявив, что профессор Ксавьер всегда думал, что у него есть потенциал. Сиро изначально не решается, но всё же соглашается присоединиться к Мстителям, узнав, что Красный Череп украл мозг Ксавьера.

## Силы и способности
Солнечный огонь является мутантом со способностью поглощать солнечную радиацию и конвертировать её для ионизации вещества в огненную плазму, которая загорается при контакте с кислородом. Он может освободить эту энергию через руки в виде мощных взрывов, смертоносной радиации или просто огня. Ионизируя воздух вокруг себя, он может окружить себя аурой тепла, достаточно интенсивного, чтобы расплавить сталь, или летать, сосредоточив его вниз плотным потоком ионизированного газа, чтобы продвигаться по воздуху как ракета.
Солнечный огонь может видеть тепло, сдвигая своё зрение от видимого света до инфракрасного. Также он имеет способность формировать особое поле в качестве защиты от тепла и радиации, как от собственных сил, так и от внешних источников.
Сиро Ёсида хорошо владеет боевым искусствами каратэ и кэндо, а также изучал бусидо, историю и обычаи самураев.

## Альтернативные версии

### Век Апокалипсиса
В Век Апокалипсиса Япония была разрушена Холокостом, одним из всадников Апокалипсиса. Сиро, переживший резню, был взят в плен и передан Максимусу (Всаднику Смерти) в качестве подопытного для его экспериментов. Способности Сиро были увеличены до их предела, в результате чего всё его тело стало постоянно покрытым огнём. Сиро был спасён Людьми Икс, после чего он присоединился к ним, взяв имя Солнечный огонь. Солнечный огонь носил костюм, позволяющий сдерживать и контролировать его силы, хотя он продолжал быть постоянно в огне. Преследующий убийцу своего народа, Солнечный огонь присоединился к Шельме и группе Людей Икс, которые были отправлены в Чикаго, чтобы бороться с Холокостом. Внешний вид персонажа практически не отличался от Солнечного огня как Всадника Голода из классической вселенной.

### Дом М
В реальности Дом М Сиро Ёсида является Императором Японии. Во время его правления страна процветала, хотя уровень бедности был чрезвычайно высок. В тайне Солнечный Огонь был одним из вдохновителей Проекта Генезис, санкционированного японским филиалом Щ.И.Т. с целью насильственной мутации людей. Когда обучающиеся оперативники Щ.И.Т., называемые Геллионами, изучали террористическую атаку, они обнаружили существование Проекта Генезис и его связь с Императором Ёсидой. Солнечный Огонь обманул Геллионов и сказал, что цель Проекта Генезис заключалась в переработке органических отходов в продукты питания для бедных людей..

### Marvel Zombies
В Marvel Zombies показаны зомбированные версии Солнечного огня и Серебряного Самурая, нападающие на граждан.

### Ultimate Marvel
В Ultimate X-Men # 94 Солнечный огонь выступает как член Отряда Альфа и сражается с Людьми Икс.

## Появления вне комиксов

### Телевидение
- Солнечный огонь является главным героем в одной серии мультсериала «Человек-паук и его удивительные друзья», названной в честь него, где был озвучен Джерри Декстером. Он помогал главной героине сериала Огненной звезде остановить своего злого дядю[25].
- В мультсериале «Люди Икс» 1992 года Солнечный огонь появлялся в нескольких сериях и был озвучен Деннисом Акаямой. В серии «Slave Island» он был одним из пленников-мутантов на острове Геноша. В серии «The Dark Phoenix Saga. Child of Light» он спасал людей во время извержения вулкана Фудзияма, вызванного, как и другие земные катастрофы, кристаллом М’Крон. В серии «Graduation Day» показан одним из самых воинственных последователей Магнето[26].
- В аниме Avengers DISK Wars появился в одной серии, где был побеждён Красным Черепом.

### Видеоигры
- Солнечный огонь является одним из игровых персонажей в игре X-Men Legends II: Rise of Apocalypse.
- Солнечный огонь, озвученный Гаку Спейсом, появляется в X-Men: Destiny. Он является отцом героини Айми Ёсиды.

### Кино
- Предполагалось что Солнечный Огонь появится в кинофильме «Люди Икс: Дни минувшего будущего», однако появление персонажа не состоялось. Вместо него в фильм вошёл мутант по прозвищу Санспот.